# Alexia Oberstolz
Alexia Oberstolz (2 giugno 1980) è un'ex mezzofondista italiana.

## Biografia
Con il tempo di 2'03"10, stabilito nel 2006, è la settima miglior italiana di sempre negli 800 m piani indoor.

## Palmarès
| Anno | Manifestazione          | Sede    | Evento            | Risultato     | Prestazione | Note  |
| ---- | ----------------------- | ------- | ----------------- | ------------- | ----------- | ----- |
| 1998 | Mondiali U20            | Annecy  | 400 m piani       | Semifinale    | 54"51       | [ 1 ] |
| 1998 | Mondiali U20            | Annecy  | Staffetta 4x400 m | Batteria      | 3'43"26     |       |
| 1998 | Europei U20             | Riga    | 400 m piani       | 7ª            | 54"99       | [ 2 ] |
| 2003 | Universiadi             | Taegu   | 800 m piani       | Semifinalista | 2'05"14     | [ 3 ] |
| 2005 | Europei indoor          | Madrid  | 800 m piani       | Batteria      | 2'05"06     |       |
| 2005 | Giochi del Mediterraneo | Almería | 800 m piani       | 5ª            | 2'03"55     |       |
| 2006 | Mondiali indoor         | Mosca   | 800 m piani       | Batteria      | 2'07"62     |       |

## Campionati nazionali
1998
- 8ª ai campionati italiani assoluti, 400 m piani - 54"81
- Oro ai campionati italiani juniores, 400 m piani - 54"27

1999
- Argento ai campionati italiani assoluti, 400 m piani - 53"32
- 4ª ai campionati italiani assoluti indoor, 400 m piani - 54"64
- Oro ai campionati italiani juniores, 400 m piani - 54"06

2000
- 4ª ai campionati italiani assoluti, 800 m piani - 2'07"01
- Oro ai campionati italiani promesse, 400 m piani - 54"23
- Oro ai campionati italiani promesse indoor, 400 m piani - 55"85

2001
- 4ª ai campionati italiani assoluti indoor, 800 m piani - 2'10"88
- Eliminata in batteria ai campionati italiani assoluti indoor, 400 m piani - 55"54

2002
- 4ª ai campionati italiani assoluti, 800 m piani - 2'06"60
- Oro ai campionati italiani promesse, 800 m piani - 2'04"91
- Argento ai campionati italiani promesse indoor, 400 m piani - 55"17

2003
- Argento ai campionati italiani assoluti, 800 m piani - 2'03"55
- Argento ai campionati italiani assoluti indoor, 800 m piani - 2'05"68

2004
- Argento ai campionati italiani assoluti, 800 m piani - 2'04"81
- Oro ai campionati italiani assoluti indoor, 800 m piani - 2'05"28

2005
- Argento ai campionati italiani assoluti, 800 m piani - 2'04"29
- Argento ai campionati italiani assoluti indoor, 800 m piani - 2'05"03

2006
- Oro ai campionati italiani assoluti indoor, 800 m piani - 2'04"05

2007
- 4ª ai campionati italiani assoluti indoor, 800 m piani - 2'06"88

## Altre competizioni internazionali
2004
- 10ª al Golden Gala ( Roma) - 2'02"87

2005
- 7ª in Coppa Europa ( Firenze), 800 m piani - 2'02"35
- 8ª al Golden Gala ( Roma), 800 m piani - 2'02"70